# Dragalina (gmina Hlipiceni)
Dragalina – wieś w Rumunii, w okręgu Botoszany, w gminie Hlipiceni. W 2011 roku liczyła 396 mieszkańców.